# Yasoda pita
Yasoda pita är en fjärilsart som beskrevs av Doubleday och William Chapman Hewitson 1852. Yasoda pita ingår i släktet Yasoda och familjen juvelvingar. Inga underarter finns listade i Catalogue of Life.